# Буддизм в Химачал-Прадеш
Буддийские монастыри в Химачал-Прадеш
Буддизм в индийском штате Химачал-Прадеш прослеживается с начала VIII века. На протяжении веков буддизм пустил глубокие корни в таких землях, как Киннаур, Лахул и Спити. После того как 14-й Далай-Лама, Тензин Гьяцо, бежал из Тибета в 1959 году вместе со своими последователями, Химачал-Прадеш стал особо заметен на волне интереса к тибетскому буддизму. Далай-Лама счёл Дхарамсалу в Химачал-Прадеш идеальным местом для резиденции «правительства в изгнании». Она располагается в Маклауд Гандж, пригороде Дхарамсалы, и называется его Маленькая Лхаса и также Дхаса (соединение Дхарамсала и Лхаса). Химачал-Прадеш и раньше был важен для тибетского буддизма, ведь через него в VIII веке (в 747 н. э.) Гуру Падмасамбхава («Второй Будда» для тибетского буддизма) совершил своё путешествие в Тибет, посетив озеро Ревалсар близ Ревалсара.
Буддизм имел влияние на всём протяжении Западных Гималаев, формирующих границы Ладакха и Химачал-Прадеш и ограниченных Индом на крайнем западе и тесниной Тонс-Джамна на востоке. С 1959 года наблюдается приток тибетцев-буддистов бегущих в Химачал-Прадеш из Китая. Также тибетские беженцы оседают в Дехрадуне (Уттар-Прадеш), Кушалнагаре (Карнатака), Дарджилинге (Западная Бенгалия), Аруначал-Прадеше, Сиккиме и Ладакхе.

## Обзор
После «тёмного» X века тибетского буддизма, тибетский царь Еше Вё из Гуге ('Od-srung, 843—905 или 847—885) начал восстанавливать буддизм. 21 монах из Тибета отправлись через Гималаи, чтобы получить полноценное религиозное образование, только два выжили, и один из них втал великим переводчиком Ринчен Санпо, который проповедовал буддизм и в Химачал-Прадеше. Называемый «Лоцава» или «Великий Переводчик», Санпо построил 108 монастырей в Западных Гималаях, что превратило Гималаи в важнейший центр Ваджраяны. Санпо также пригласил художников из Кашмира, которые украсили его монастыри; только несколько из этих монастырей известны по именам и дошли до наших дней: Лхалунг гомпа, Нако гомпа, Табо гомпа в Спити, последний монастырь известен, как Аджанта Гималаев. Кроме древних монастырей основанных Санпо, его современники из других школ построили много монастырей. Строительство продолжилось в последующие века силами школ ньингма, кагью, гелуг, и сакья. Эти монастыри в основном в Спити, Лахуле и долине Киннаур. Некоторые широко известные монастыри: Гандхола-гомпа (Другпа Кагью), Каргданг-гомпа (Другпа), Шашур-гомпа, Тайул гомпа и Гемур-гомпа в Лахуле, Дханкар-гомпа, Каза-гомпа, Ки-гомпа, Тангьюд-гомпа (Сакья), Кангри-гомпа (Ньингма), Карданг-гомпа (Другпа Кагью) и Киббер-гопа в Спити, и Бир-гомпа (совместный ньингмы, кагью и сакья) в Кангре.

## История
Появление буддизма в штате Химачал-Прадеш можно датировать временами Ашоки, III веком до н. э.. Ашока строил ступы и одна из них была в Куллу, о чём можно узнать из записей китайских паломников. Есть упоминания о том, что эти земли посещали ещё первые проповедники, современники самого Будды — стхавира Ангира и стхавира Канакаватса, дошедшие до Кайлаша и Кашмира соответственно. В VII веке, царь Тибета Сонгцэн Гампо отправил Тхонми Самбхота посетить буддийские вихары Индии для изучения индийского буддизма. В 749 году Падмасамбхава (почитаемый как второй Будда) со своим соотечественником Шантаракшитой принёс ваджраяну в западные Гималаи. Ревалсар в округе Манди стало местом многолетней медитации Падмасамбхавы, там же он познакомился со своей ученицей — дочерью местного царя. Это одно из древнейших мест, где тибетские паломники совершали кору.
Археология также свидетельствует о длительно влиянии буддизма в Химачал-Прадеш. Нумизматические свидетельства о присутствии буддизма в регионе Кулуты (верхний Биас, царство Кулута) с I века до н. э. по II век н. э. На дороге Палампур-Малан- Дадх-Дхарамсала, в 2,5 км от Малана есть надпись на камне сделанная шрифтами Брахми и Кхароштхи в III—II веках до н. э. на гранитной скале, называемой Лакхина патхар, а также монументы в Чахри; расписанные пьедисталы Ваджраварахи (буддийская тантрическая богиня) датируемые V—VI веком. Раскопки в Ханде обнаружили обезглавленное изображение Будды (сейчас в Кангрском музеи) у города Четру и в Канхирской долине; местное название Четру сопоставляется с санскритским Чайтья. Названия подобные Маттх и Трилокинатх и дюжина матхс в округах Кангра и Манди говорят о присутствии здесь буддизма в период с III века до н. э. до VI век н. э.. Буддийские монастыри пещерного типа (гуха) у Гандхалы стали известны по гравированной джатаке на медном горшке, найденном в монастырской келье в Куллу в Кангре и датированный II веком н. э.. Трилокинатх и Гандхала (также называемая Гуру Гхантал), за перевалом Рохтанг ла говорят о присутствии здесь классического индийского буддизма, задолго до Падмасамбхавы. Находка мраморной головы (VII—VIII век н. э.) Авалокитешвары при слиянии Чинаба и Бхагхи подтверждает вывод о наличии в этих местах активной монастырской жизни.
Археологические данные также подтверждают влияние Ваджраяны в регионе восточнее реки Сатледж в ранее VIII века н. э. Культ Падмасамбхавы, ещё до его прихода в Тибет (ранее 747 н. э.), также обнаружен в легендах из Нако в Киннауре, Трилокинате и Гандхале в Лахуле, и Ревалсаре в округе Манди. С середины VIII века (после 747 н. э.) сведения о буддизме крайне туманны до X века, когда в регион проникает уже Тибетский буддизм.
Ринчен Санпо (Лоцава) по совету кашмирского гуру Шантаракшиты, который ранее принёс монашеские порядки в Тибет, путешествовал по транс-Гималайскому региону в целях распространения буддизма. После обучения в Кашмире, Санпо путешествовал по Лахулу, Спити и Киннауру в долине Сатледжа, и затем в Ладакхе и Тибете, Непале, Сиккиме и Бутане с целью распространения буддизма. Этот период можно назвать «втором распространением» буддизма в регионе, поскольку от первого очень мало осталось. Деятельность которой положил начало Санпо называют даже «второе продвижение» или «второе пришествие», и «классический период». По мере распространения буддизма, он впитал в себя много традиций, обычаев, верования местных племён и народов и претерпел массу изменений.
Другим тантрическим учителем был Гуру Дипанкара Шриджняна (известный как Атиша) (982—1054). Он оказал огромное влияние на Санпо (который ко времени приезда Атиши был уже стар) и обучил его тончайшим аспектам санскритских тантрических текстов и осуществил их перевод на старо-тибетский. Атиша повлиял на реформирование местных тантрических верований в духе истинно-махаянской нравственности и воздержанности. Его последователи создали школу Кадампа, которая практически полностью влилась в Гелукпу. Короли Гуге также стали поддерживать буддизм и спонсировать постройку великолепных монастырей. Чанг чуб-Вё из Гуге, восстановил Табо в Спити. Тибет был расколот между соперничающими княжествами и буддийскими школами. Политическая слабость Тибета, расширение Монгольской империи в Китае и Центральной Азии с одной стороны и захват Кашмира мусульманами в 1339 году привели в тому, что буддийские иерархи Тибета стали искать покровителей среди иноземных правителей. Монголы, начиная с Хубилай-хана стали покровителями Сакья. Китайская династия Мин была благосклонна к школам Кадампа и Кагьюпа, что иногда приводило к настоящим военным действиям между школами, доходя до разрушения враждебных монастырей, который превратились в настоящие замки (дзонг). Подобные монастыри появились и в Гималаях: Химис-Гомпа и Ки-Гомпа в Ладаке. В Лахул. Спити и Киннауре сохранилось больше монастырей «классического периода» Санпо.
Тибетская иммиграция
В XV веке Кадамапа была преобразована великим тибетским реформатором Цонкапой в Гелугпу. Новая школа стала претендовать на абсолютную религиозную и светскую власть в Тибете. Племянник Цонкапы Гендун Дул был объявлен воплощением Авалокитешвары и духовным правителем Тибета, что также распространялось и на его последующие перерождения. Пятый Далай-Лама действительно правил Тибетом со своего трона в монастыре Лхаса. Власть Далай-лам, довольно призрачная в одних регионах Тибета и реальная в других, была ликвидирована, когда 14-й Далай-Лама был вынужден иммигрировать в Индию в 1959.
С появлением тибетского «Правительства в изгнании» в 1960 году в Дхарамсале, многие тибетские беженцы стали обосновываться в регионе. Представители школ гелугпа, сакьяпа, кагьюпа, ньингмапа, джонангпа, и древней религии бон стали строить свои монастыри. По неофициальным данным, всего было создано около 40 монастырей разных школ.
Для обучения молодых тибетцев Неру при содействии Далай-Ламы учредил Центральный институт высших тибетских исследований (CIHTS) в Варанаси. Институт был приравнен по статусу к университету 1988, и ныне возглавляется проф. Нгаваном Самтеном. Институт занимается тибетологией, буддологией и Гималайскими исследованиями.

## Озеро и монастыри
Легенды связывают озеро Ревалсар в Манди и Падмасамбхаву. На местах его медитаций поставлены монастыри: древний школы Ньингма и два новых школы: Дригунг Каргьяпа-гомпа школы Кагьюпа и Цо-пема Огьен Херу-кай Ньингмапа-гомпа.
Ревалсар
Озеро Ревалсар (Цо Пема или Пад-ма-чан по-тибетски) связано с Падмасамбхавой. По легенде его дух присутствует среди плавающих по озеру островков растительности. По легенде, Падмасамбхава пытался обучить буддизму дочь царя Манди — Мандараву. Царевна влюбилась в Падмасабхаву и царь приказал его сжечь. Костёр с Падмасамбхавой горел целую неделю и из него вышли облака чёрного дыма. На месте костра образовалось озеро. Падмасамбхава же предстал сидящим на огромном лотосе, выросшем из воды. Раскаявшись, царь отдал свою дочь в жёны Падмасамбхаве. По другой версии Мандарава (её называют сестрой Шантаракшиты) в знак покаяния покинула родительский дом и меди тировала около колодца, который стал святилищем. От этого озера Падмасамбхава направился в Тибет.
Монастырь на западном берегу озера построен на месте где Падмасамбхава вышел из воды и принадлежит Ньингмапе (построен в центрально-тибетском стиле). Позже он был расширен, пристроены многоярусные башни и проведена реконструкция XIX века. Внутри стоит большая позолоченная статуя Падмасамбхавы.
В 2004 году в честь праздника Дня рождения Падмасамбхавы, на озере был организован фестиваль Цечу, который не проводился уже 12 лет. Ярмарку открыл Далай-Лама и Ургьен Тринле Дордже в присутствии 50 000 буддийских паломников. Далай-Лама совершил парикраму вокруг озера.

## Монастыри эпохи Ринчен Санпо
Считается, что Ринчен Санпо, основал 108 монастырей в регионе. Немногие из этих монастырей остались к настоящему времени. В Лахуле, Спити и Киннауре остались такие монастыри, как Табо, Лхалунг и Нако.

### Табо-гомпа
Табо-гомпа (или монастырь Табо Чос-Кхор) был основан в 996 н. э. (и восстановлен 1042 н. э.) Ринченом Санпо и считается старейшим в Химачал-Прадеш. Он расположен на южном краю транс-гималайского плато в долине Спити на берегу Спити, в сухом, холодном и каменистом месте на высоте 3050 метров. Комплекс монастыря занимает 6300 м²., и включает девять храмов — Храм Пробуждённых богов (gTug-Lha-khang), Золотой храм (gSer-khang), Храм посвящений (dKyil-kHor- khang), храм бодхисаттвы Майтреи (Byams-Pa Chen-po Lha-khang), Храм Дромтон (Brom-ston Lha khang), камера Святых Изображений (Z’al-ma), Большой храм Дромтона (Brom-ston Lha khang), храм Махакала ваджра Бхайрава (Gon-khang) и Белый храм (dKar-abyum Lha-Khang) (первые четыре храма наиболее старые) — 23 ступы, кельи монахов и монашек. Поначалу монастырь принадлежал школе Кадампа, которая была преобразована в Гелугпу. Он был несколько повреждён 1975 землетрясением. После землетрясения был построен новый Дукханг (зал собраний). Далай-лама провёл здесь церемонию калачакру в 1983 и 1996. Далай-Лама назвал монастырь одним из святейших. В 1996 году был отпраздновано 1000-летие монастыря Табо. Несколько пещер для медитации было выдолблено в скале над монастырём. В монастыре имеется множество танок, рукописей, хорошо-сохранившихся статуй, фресок и стенных росписей. Монастырь считается национальным сокровищем Индии и охраняется Археологическим управлением Индии.
Несколько оригинальных изображений бодхисаттв, сохранившихся со времён перестройки монастыря в 1042 году, можно видеть в зале собраний монастыря. Подобные содержатся в Алчи-Гомпа и обладают большой эстетической ценностью. Главный зал посвящён Вайрочане. Также изображены сцены посещения Судханы, сына купца и другие фрески изображают сцены из жизни Будды.
Монастырь включён в список всемирного наследия ЮНЕСКО. Монастырь считается вторым по святости в регионе после Тхолинг-Гомпа в Тибете.

### Лхалунг-гомпа
Лхалунг-гомпа, то есть монастырь Лхалунг (также известен как Саркханг или Золотой храм), один из старейших монастырей (считается вторым после Табо по важности) расположен в долине Спити, около берега реки Лингти. Он построен в конце X века, как считается, Ринчином Санпо. Деревня Лхалунг (значение: 'земля богов') в непосредственной близости от монастыря, на высоте 3658 м, состоит из 45 домов. Несколько ступ построено на пути к монастырю. Монастырь состоит из девяти святилищ и полуразрушенной станы и украшенного центрального зала. Монастырь считается древним центром образования и проведения диспутов (Чосхор). Серкханг, золотой зал храмового комплекса украшен стенными и алтарными изображениями (большинство из них позолочены) божеств (51 божество).

### Нако-гомпа
Нако-Гомпа расположена на высоте 3660 м около индийско-китайской границы в тран-Гималайском регионе деревня Нако, в Киннауре. Монастырский комплекс включает четыре храма в глинобитной ограде. Также считается, что он был основан Ринченом Сампо. Рядом расположено озеро Нако, на берегу которого расположена деревня. В монастыре расположены прекрасные стенные росписи, обнаруживающие влияние стиля Аджанты.
Четыре храма хорошо сохранились; главный храм и верхний храм считаются старейшими из четырёх и содержат оригинальные глиняные скульптуры, фрески и потолочные панели — крупнейших храм из этих двух известен как «Храм Переводчика»; 3-й маленький белый храм, полу-разрушен, на деревянном дверном проёме вырезаны сцены из жизни Будды; четвёртый храм по размеру как Верхний, находится рядом с ним и называется «rGya-dpag-pa’i lHa-khang», что означает Храм широких пропорций.
Отпечатки ноги на берегу озера Нако и считаются принадлежащими гуру Падмасамбхаве. В соседней деревне Ташиганг находятся несколько пещер, где как считается медитировал Падмасамбхава и его ученики.

## Монастыри XIV века и более поздние
С XIV века появилась тенденция строить укреплённые монастыри-замки. Тем не менее не многие сохранились. Тангьюд-гомпа, Дханкар-гомпа и Ки-гомпа в Спити относятся к этому типу.

### Тангьюд-гомпа
Тангьюд-гомпа в долине Спити был построен в начале XIV века когда школа Сакья приобрела силу благодаря покровительству монгольских ханов. Монастырь построен как замок на краю глубокого каньона, с массивными наклонными глинобитными стенами и вертикальными бойницами с полосами белой и красной охры, которые делают их визуально больше. Он находится на высоте 4587, и обращён к городку Каза в 4 км от монастыря. Это один из двух монастырей школы Сакья оставшихся в Спити — второй собственно Каза, маленький и незначительный. Раньше на этом месте стоял кадампинский монастырь, построенный Санпо (958—1055 н. э.) и названный Радор-лха. Название, Тангьюд, может происходить из сакьяписнского собрания Tang-rGyud — 87 томов тантрических трактатов из Данджур; собрание было закончено около 1310 года командой сакьяпинских учёных во главе с ламой Чойкьи Озёр (Ch’os-Kyi-O’d-zer). Монастырь был модифицирован после вторжения монголов в центральный Тибет 1655 году. Монастырь был известен своими тантрическими практиками, так что вооружённые банды боялись подойти к нему.

### Дханкар-гомпа
Дханкар-гомпа, также произносится Дрангкхар или Дхангкар; Бранг-мкхар или Гранг-мкхар, расположена в долине Спити между городками Каза и Табо на высоте 3894 м. Это монастырь-крепость, как и Ки-гомпа и Тангьюд-гомпа в Спити, построена по центрально-тибетскому образцу. Дханкар был столицей княжества долины Спити в XVII веке. Комплекс зданий построен на уступе высотой 300 м с захватывающим видом на слияние рек Спити и Пин. Дхангили данг значит утёс, и кар или кхарозначает крепость. Следовательно, Дхангкар означает крепость на утёсе. Монастырь принадлежит школе гелукпа и по сведениям его насельников был основан в XII веке. Ниже монастыря лежит деревня Шичиллинг, где был построен монастырь Новый Дханкар. Там живёт около 150 монахов школы гелукпа. До Дханкара можно добраться по дороге, предпочтительно на небольшом транспортном средстве, дорога к монастырю ответвляется от основной дороги Каза-Самду на примерно 24-м км от Каза.
В 2006 году Всемирный фонд памятников включил Дханкар в список 100 мест, которым в наибольшей степени грозит разрушение. Некоммерческое объединение было создано для предотвращения разрушения старого монастыря.

### Ки-гомпа
История монастыря Ки прослеживается до Дромтонпы (тигринья brom ston, 1008—1064 н. э.), одного из учеников Атиши. Скорее всего он основал старый монастырь, принадлежащий школе Кадампа в соседней долине Рангрик. Он был разрушен в XIV веке монголами, которые покровительствовали школе Сакья. Новый монастырь был построен в 14 веке с ростом влияния Китая в Тибете и представляет собой выдающийся образец монастыря-гомпы.
В XVII веке, при Пятом Далай-ламе, Ки был снова атакован монголами и возродился уже как монастырь школы Гелукпа. В 1820 году он был снова захвачен во время войны между Ладаком и Куллу. В 1841 он был повреждён войсками княжества Догра, которыми командовал Гулам-хан и Рахим-хан. В том же году он снова пострадал от нападения, на этот раз сикхской армией. В 1840-х монастырь также пострадал от пожара и в 1975 серьёзно повреждён землетрясением. Монастырь был восстановлен с помощью Археологического управления Индии и Государственного департамента публичных работ. В результате последовательных разрушений и восстановительных работ, монастырь стал похож на крепость, где одни здания возводились прямо на разрушенных крышах и стенах других.
Стены гомпы покрыты фресками и росписью. В архитектуре заметно китайское влияние.
Монастырь сохраняет коллекцию древних рисунков и книг с большой эстетической и религиозной ценностью, а также священные для буддистов изображения будд в состоянии дхьяны.

## Монастыри Дхарамсалы
Далай-лама XIV разместил Тибетское правительство в изгнании в Маклауд Гандж (где при Британском правлении располагался небольшой курорт) немного выше города Дхарамсала. Монастырь Намгьял-гомпа, который был основан при Далай-лама III в 1579 году в Тибете, был «перенесён» в Дхарамсалу в 1959. Сейчас это монастырь-резиденция Далай-ламы. С ним проживают 200 монахов и послушников. В монастыре проводится обучение по сутре и тантре, а также изучается тибетский и английский язык.

### Цуглагкхан
Напротив монастыря Намгьял располагается буддийское святилище в городке Цуглагкхан, который считается личным храмом Далай-ламы Там находятся изображения сидящего Шакьямуни (позолоченное центральное изображение), Авалокитешвары (серебряный с 12 лицами, 1000 рук и глаз) и Падмасамбхавы (Гуру Ринпоче) — статуи обращены в сторону Тибета и Тибетского института исполнительных видов искусства. Резиденция Далай-ламы лежит напротив храма. В апреле-мае проходит фестиваль тибетской культуры с традиционными представлениями. В 8 км от Дхарамсалы в Сидхпуре, располагается маленький монастырь «Гомпа Дип Це-Чок Линг», Ганчен Кийшонг (называемый Ганкий), Мани Лакханг Ступа, Нечунг-гомпа, Институт Норбулинка, Сидхпур. Кармапа (который жил в тибетском Норбулинке) сейчас проживает в монастыре Гьято.

### Храм Калачакра
Расположен недалеко от Цуглагкхана и посвящён Калачакре. Фрески монастыря изображают 722 божества мандалы, Шакьямуни, и самого Калачакру. Далай-лама лично руководил тремя мастерами, которые создавали фрески в течение 3 лет.. На стенах и колонных помещены картины-тханка.

### Библиотека тибетских трудов и архивов
Библиотека тибетских трудов и архивов (Library of Tibetan works and archives, LTWA) создана Далай-ламой в июне 1970 г, для сохранения знаний о тибетском буддизме и культуре. LTWA содержит более 110,000 манускриптов (40 % — тибетские оригиналы), книг и документов; сотни тханок, статуй и других объектов; свыше 6000 фотографий, и других единиц хранения. LTWA разделён на 9 департаментов и подчинён правительству. Библиотека проводит семинары, дискуссии, обсуждения, встречи и выпускает ежегодный «Вестник» — News Letter. На третьем этаже библиотеки расположен музей (открыт 1974 году) в котором содержатся такие объекты как вырезанная из дерева объёмная мандала Авалокиташвары и другие артефакты начиная с XII века.

### Институт Норбулинка
Институт Норбулинка основан Далай-ламой для сохранения тибетского языка и культуры. Институт был создан по образу летней резиденции Дала-лам в Лхасе — Норбулинке, среди ухоженного сада. Храм «Трон Счастья» (Деден Цуглагкханг) расположен там же. Вокруг храма находятся мастерские по созданию тханок и изделий из метала. 300 художников работают или обучаются здесь. Неподалёку располагается музей кукол, наряженных традиционные тибетские костюмы.
Неподалёку лежит женский монастырь Долма Линг, а также Гьято-гомпа, бывшая резиденция Кармапы XVII Ургьен Тринле Дордже.

## Праздники
Буддийские праздники в Химачал-Прадеш празднуются по сезонам (Новый год по лунному и солнечному календарю), случаю рождения или ухода Будды, а также дням Бодхисатв. Традиционный календарь наполнен праздниками начиная с января.
В Лахуле в январе проводят фестиваль Халда. Люди приходят с веточками кедра к ламам и после сжигают ветви в праздничных кострах, проводят танцы.
В феврале-марте проводят Лосар — тибетский Новый год; его празднуют с музыкой и танцами, часто в масках. Далай-лама проводит обучение дхарме во время праздника.
«Ки Чам» приходится на июнь-июль и отмечается в Ки-гомпа. Люди из Спити собираются чтобы увидеть как в монастыре танцуют в ритуальных масках.
На Ла Дарча в августе устраивают традиционную ярмарку в Спити. Кроме торговли, люди развлекаются танцами и спортивными играми. Подобные ярмарки имели место ещё в древнем Тибете. Раньше Ла Дарчу проводили около деревни Чичам, но сейчас перенесён в Каза, административный центр Спити.
В ноябре в Дханкар-гомпе проводят Гуктор, его отмечают шествиями и танцами в масках.
На декабрь приходится Международный Гималайский фестиваль (проводится 3 дня) в Маклауд Гандж. Далай-лама вручает Приз «благородного мира». Танцы и музыка призваны содействовать миру и дружелюбию жителей региона, также Далай-лама даёт своё благословение местным жителям.